# Die Heilige und ihr Narr (1957)
Die Heilige und ihr Narr ist ein österreichischer Spielfilm aus dem Jahre 1957 von Gustav Ucicky. Die Geschichte basiert auf dem gleichnamigen Roman (publiziert 1913) der 1911 verstorbenen Agnes Günther.

## Handlung
Die Handlung des in der Kaiser-Zeit spielenden Günther-Romans wurde in die Moderne (1950er Jahre) verlegt.
Die junge Prinzessin Rosemarie von Brauneck hat schon frühzeitig ihre Mutter verloren und wuchs als Halbwaise unter der Obhut ihres gestrengen Vaters, des Fürsten von Brauneck, auf. Schon als Kind begann sie den Grundstücksnachbarn, einen adeligen Maler namens Baron Harro von Thorstein, anzuhimmeln. Im Laufe der Jahre wurde aus der Schwärmerei Liebe. Aus mehreren Gründen liegt über diesem jungen Glück jedoch ein großer Schatten: Nicht nur, dass Rosemarie schwer krank ist, sondern ihre Stiefmutter Charlotte war vor einiger Zeit Harros Geliebte, und die ist nicht bereit, den jungen Künstler an ihre Stieftochter kampflos abzutreten.
Als Harro beim Fürsten um Rosemaries Hand anhält, grätscht Charlotte dazwischen, die diese Ehe verhindern und stattdessen ihre außereheliche Beziehung zu Harro von Thorstein wieder aufnehmen will. Doch sie hat mit ihrer Intrige kein Glück und erhält von Harro eine Abfuhr. Stattdessen heiraten er und Rosemarie. Die Ehe wird glücklich, und bald krönt diese Beziehung ein gemeinsames Kind. Noch immer kann Charlotte diese Beziehung nicht akzeptieren, und als sie sieht, wie glücklich Rosemarie mit Harro ist, lädt sie diese eines Tages zu einer gemeinsamen Autofahrt ein. Kurz darauf kommt der Sportwagen mit erhöhter Geschwindigkeit von der Straße ab und Charlotte findet im Gardasee den Tod. Rosemarie wird als Beifahrerin aus dem Wagen geschleudert und stirbt wenig später. Noch vor ihrem Tod trägt sie ihrem Gemahl und Brauneck die Kindeserziehung auf.

## Produktionsnotizen
Die Heilige und ihr Narr entstand im Sommer 1957 und erlebte seine deutsche Premiere am 31. Oktober 1957 in Hannover.
Karl Schwetter übernahm die Produktionsleitung. Das Ehepaar Werner Schlichting und Isabella Ploberger entwarf die Filmbauten, die Kostüme stammen von Charlotte Flemming. Otto Untersalmberger und Herbert Janeczka kümmerten sich um den Ton.

## Kritiken
„Eine recht freie Neuverfilmung des antiquierten Erfolgsromans von Agnes Günther im verlogenen Gartenlauben-Stil. Die äußerst hölzerne Inszenierung mischt Sentimentalitäten mit zeitgenössischen Zutaten der 50er Jahre.“

Die Cinema-Online-Redaktion bezeichnete diese Neuverfilmung als „hölzernen Kitsch“.